# Quebrada (Camuy)
Quebrada es un barrio ubicado en el municipio de Camuy en el Estado Libre Asociado de Puerto Rico. En el Censo de 2010 tenía una población de 3813 habitantes y una densidad poblacional de 191,3 personas por km².

## Geografía
Quebrada se encuentra ubicado en las coordenadas 18°22′12″N 66°50′20″O / 18.37000, -66.83889. Según la Oficina del Censo de los Estados Unidos, Quebrada tiene una superficie total de 19.93 km², que corresponden a tierra firme.

## Demografía
Según el censo de 2010, había 3813 personas residiendo en Quebrada. La densidad de población era de 191,3 hab./km². De los 3813 habitantes, Quebrada estaba compuesto por el 86.15 % blancos, el 3.02 % eran afroamericanos, el 0.08 % eran amerindios, el 0.05 % eran asiáticos, el 7.87 % eran de otras razas y el 2.83 % pertenecían a dos o más razas. Del total de la población el 99.61 % eran hispanos o latinos de cualquier raza.